# 大束匡彦
大束　正彦（おおつか　まさひこ、1986年2月26日 -）は、宮崎県出身の日本の柔道家。73kg級の選手。身長168cm。組み手は右組み。段位は参段。得意技は背負投。2011年には正彦を匡彦と改めた。

## 人物
柔道は7歳の時に始めた。高原中学2年の時に全国中学校柔道大会65kg級で3位になると、3年の時には73kg級で優勝を飾った。2001年に東海大相模高校へ進学すると、1年の時に全国高校選手権団体戦で2位となった。2年の全国高校選手権では3位だった。3年の時にはインターハイで優勝を飾った。
2004年には東海大学へ進むと、1年の時には全日本ジュニアで優勝した。世界ジュニアでは準決勝で韓国の金宰範に指導1で敗れて3位にとどまった。一方、1年と2年の時には学生体重別団体でチームの優勝に貢献した。3年の時には選抜体重別と講道館杯でそれぞれ2位となった。4年の時にはユニバーシアードに出場すると、決勝で金宰範を2－1の判定で下して優勝を飾った。また、団体戦でもチームの優勝に貢献した。嘉納杯では3位だった。
2008年には旭化成所属となった。選抜体重別では決勝で了徳寺学園の金丸雄介と対戦して、優勢に試合を進めながらGSに入ってから小内刈で有効を取られて敗れ、北京オリンピック出場はならなかった。2009年には選抜体重別で優勝を飾って世界選手権代表に選ばれた。世界選手権では初戦でグルジアのダビド・ケフキシビリと対戦して、先に大外刈で技ありを取りながら、終了20秒前に釣腰で逆転負けを喫した。グランドスラム・東京では準々決勝で世界チャンピオンである韓国の王己春と対戦して、払腰と体落で有効2つと指導2を取るなど大きくリードしながら、終了2秒前に指導3を取られ逆転負けして5位に終わった。2010年の世界団体では決勝のブラジル戦で一本勝ちして、チームの優勝に貢献した。2011年5月には心機一転、それまでの正彦という名を匡彦に改名すると、11月の講道館杯では優勝を飾った。2012年の選抜体重別と講道館杯ではともに3位だった。
2014年1月13日、友人ら4人で酒を飲み、神奈川県秦野市の小田急小田原線東海大学前駅近くの路上で病院職員を投げ飛ばした他に平塚市の男性会社員の顔面を殴打し、手と顔に軽傷を負わせたため傷害の現行犯で逮捕された。21日に横浜地方検察庁小田原支部は、理由を明示せず大束を起訴猶予処分に留めた。30日に全柔連はこの件を受けて、6カ月間の会員登録停止処分を大束に科した。事件後、九州医療スポーツ専門学校を経て、｢株式会社大成グループ｣を設立した。
2018年10月3日ホームドクター株式会社を設立。

## 主な戦績
- 1999年 -　全国中学校柔道大会　3位(65kg級)
- 2000年 -　全国中学校柔道大会　優勝
- 2001年 -　ドイツカデ国際　優勝
- 2002年 -　全国高校選手権　2位
- 2003年 -　全国高校選手権　3位
- 2003年 -　金鷲旗　3位
- 2003年 -　インターハイ　優勝
- 2004年 -　ブレーメンジュニア国際　優勝
- 2004年 -　ロシアジュニア国際　3位
- 2004年 -　全日本ジュニア　優勝
- 2004年 - 世界ジュニア　3位
- 2004年 -　学生体重別団体　優勝
- 2005年 -　ロシアジュニア国際　優勝
- 2005年 -　学生体重別団体　優勝
- 2005年　- 韓国国際　3位
- 2006年　- ベルギー国際　優勝
- 2006年 - 選抜体重別　2位
- 2006年 -　学生体重別団体　2位
- 2007年 - 選抜体重別　3位
- 2007年 -　ユニバーシアード　個人戦　優勝　団体戦　優勝
- 2007年 -　学生体重別団体　2位
- 2007年 - 嘉納杯　3位
- 2008年　- オーストリア国際　3位
- 2008年 - 選抜体重別　2位
- 2008年　- アジア選手権　3位
- 2008年　- ロシア国際　2位
- 2008年　- スペイン国際　優勝
- 2009年　- ワールドカップ・ブダペスト　2位
- 2009年 - 選抜体重別 優勝
- 2009年　- グランプリ・チュニス　5位
- 2009年　- グランプリ・青島　5位
- 2009年 - グランドスラム・東京　5位
- 2010年　- ワールドカップ・ウィーン　5位
- 2010年 - 世界団体　優勝
- 2011年 - 講道館杯　優勝
- 2012年 - 選抜体重別　3位
- 2012年 - 講道館杯　3位

(出典、JudoInside.com)。